# VY Canis Majoris
A VY Canis Majoris (VY CMa) az egyik legnagyobb csillag, de közel sem a legfényesebb: szabad szemmel fényszennyezés-mentes helyen is csak sejthető, megfigyeléséhez távcsőre van szükség. A Nagy Kutya csillagképben található vörös hiperóriás, amelynek sugara 1420 ± 120 nap-sugár, vagy 6,6 csillagászati egység, és mintegy 1200 parszek távolságban (3900 fényév, 3,7×1016 km) található a Földtől. Ellentétben a legtöbb hiperóriás csillaggal, melyek kettős- vagy többszörös csillagrendszerekben fordulnak elő, a VY CMa egyedül álló csillag. A félszabályos változó kategóriájú csillag periódusa 2000 nap. A VY Canis Majoris átlagos sűrűsége 0,000005-0,000010 kg/m³.
A méretét korábban a Nap 2100-szorosára tették, azonban a közelmúltban elvégzett VLTI mérések alapján ezt 1420 ± 120 nap-sugárra módosították; ha a Nap helyén lenne, túlérne a Jupiter pályáján.

A VY Canis Majoris, mellette 44-szeres nagyítással látható a Nap mérete, azalatt a Nap 44-szeres nagyítása, amihez képest 109-szeres nagyítással látható mellette a Föld